# Egward
Egward (lateinisch Egwardus) war der erste Bischof von Oldenburg von etwa 968/972 bis etwa 973.

## Leben
Egward war wahrscheinlich Mönch in Hirsau.
Zu einem unbekannten Zeitpunkt wurde er von Erzbischof Adaldag von Hamburg zum ersten Bischof im slawischen Bistum Oldenburg geweiht. Weitere Angaben über ihn sind nicht überliefert.
Egward starb möglicherweise an einem 13. Februar.